# Winfield Scott
Winfield Scott (13. června 1786 – 29. května 1866) byl americký generál a neúspěšný kandidát na prezidenta Spojených států za stranu whigů v roce 1852.
Vynikl a několikrát byl povýšen během britsko-americké války v letech 1812–15. Účastnil se i války mexicko-americké. Roku 1841 se stal velitelem americké armády a v této funkci zůstal až do své rezignace v roce 1861.

## Britsko-americká válka
Od roku 1808 působil Scott jako důstojník dělostřelectva v New Orleansu. Po vypuknutí války s Británií byl povýšen do hodnosti podplukovníka a úspěšně bojoval s druhým dělostřeleckým praporem u Queenston Heights. Později významným způsobem přispěl k pádu Fort George. V roce 1814 již sloužil v hodnosti brigádního generála. Jeho nadřízení ho pověřili výcvikem jednotek v Buffalu. Že tento úkol splnil úspěšně, se ukázalo v bitvách u Chippawy a Lundy's Lane, kterých se vojáci, jež cvičil, účastnili. S platností od 25. června 1814 byl povýšen do hodnosti generálmajora.

## 1814–1861

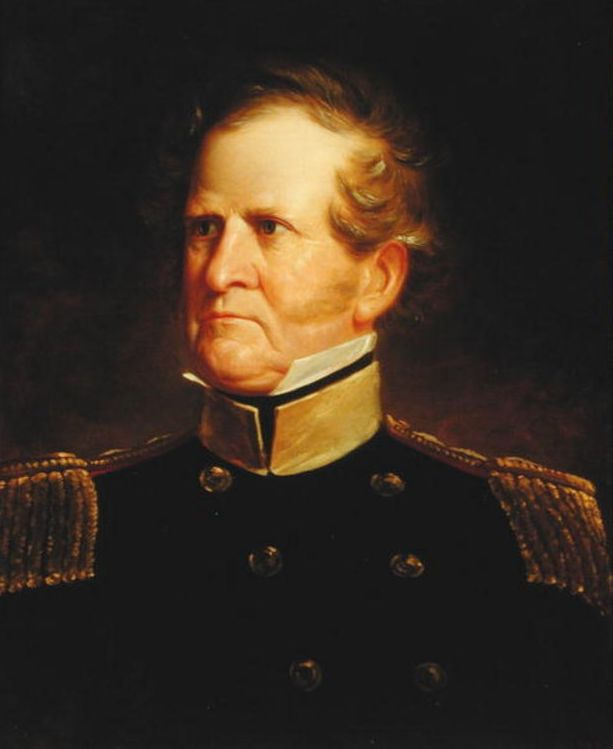
Generál Scott na obraze George Catlina, 1835

Po skončení britsko-americké války se Scott kromě služby v armádě věnoval studiu vojenské teorie i historie. Dospěl k závěru, že válka by měla být co nejvíce humánní a civilisté by do ní tedy měli být zataženi co nejméně. Armáda se podle něj měla soustředit v pevnostech. Ty Scott nechtěl dobývat, ale přinutit ke kapitulaci.
Roku 1832 se účastnil války Černého jestřába. Následně v roce 1836 velel armádě během seminolské války a poté v Georgii bojoval proti Kríkům. V těchto konfliktech se mu ale příliš nedařilo, Scottovou doménou byl totiž hlavně boj proti klasické pravidelné armádě. Roku 1838 ho ministerstvo zahraničí pověřilo diplomatickými úkoly v Kanadě a Velké Británií. 25. června 1841 se stal velitelem celé americké armády.

### Mexicko-americká válka
Ještě před vypuknutím konfliktu byla vytvořena tzv. Sledovací armáda, jejímž úkolem bylo chránit Texas a americkou hranici s Mexikem. Jejím velením ale prezident James Polk nepověřil Scotta, nýbrž Zachary Taylora. Podle historiků totiž Scott až příliš sympatizoval se stranou whigů, kteří byli politickým protivníkem Polka, zvoleného za stranu demokratů. Prezident ovšem nemohl nerespektovat fakt, že Scott je velícím generálem amerických jednotek, a proto ho v polovině května 1846 pozval na schůzku do Bílého domu, kde mu chtěl svěřit velení jiné armády. Protože se ale jejich názory na další průběh vojenských operací rozcházely, obdržel Scott velení v poli až 19. listopadu stejného roku. Cílem jeho expedičního sboru mělo být vylodění u města Vera Cruz, jeho dobytí a poté postup na Mexiko, hlavní město nepřátelského státu.
Scottovy síly provedly 9. března 1847 výsadek, aniž by narazily na odpor, a během tří dnů Vera Cruz neprodyšně obklíčily. Poté se Scott rozhodl palbou z artilerie donutit město ke kapitulaci, využil při tom těžká děla, která do okolí Vera Cruzu přemístil z amerických válečných lodí. 29. března se město po několikadenním vyjednávání vzdalo. V první polovině dubna začal Scott postupovat na Jalapu, před níž narazil na mexickou armádu pod velením prezidenta Santa Anny. V následné bitvě u Cerro Gordo americký generál Santa Annovy jednotky rozdrtil a poté se svým sborem postupoval hlouběji do mexického vnitrozemí. Následně strávil několik měsíců vyčkáváním na posily, během nichž kvůli sporům se svými podřízenými důstojníky, generály Worthem a Pillowem a zástupcem ministerstva zahraničí u armády, Nicholasem Tristem, nabídl prezidentu Polkovi rezignaci na svou funkci vrchního velitele. Ten ji ovšem nepřijal. Počátkem srpna 1847 Scott vytáhl směrem na Mexiko, v jehož okolí svedl několik úspěšných bitev (u Contreras, u Churubusca a u Chapultepecu) a v polovině září se tak hlavní město nepřítele vzdalo. Generál Santa Anna se ještě pokusil se zbytkem mexické armády dobýt Pueblu, kde měl Scottův sbor menší posádku, té ale přišel na pomoc z Vera Cruzu generál Lane. I když znepřátelené strany uzavřely mír až za několik měsíců, byla válka, která nakonec přinesla Američanům obrovské územní zisky, v podstatě u konce.

### Po roce 1848
Roku 1852 ho whigové vybrali jako svého kandidáta na úřad prezidenta Spojených států, ve volbách ale podlehl Franklinu Piercovi, který pod Scottem sloužil v mexicko-americké válce. Tato porážka nikterak neovlivnila jeho vojenskou kariéru, protože v roce 1855 se stal generálporučíkem, prvním v této, v té době, titulární hodnosti od George Washingtona.

## Občanská válka

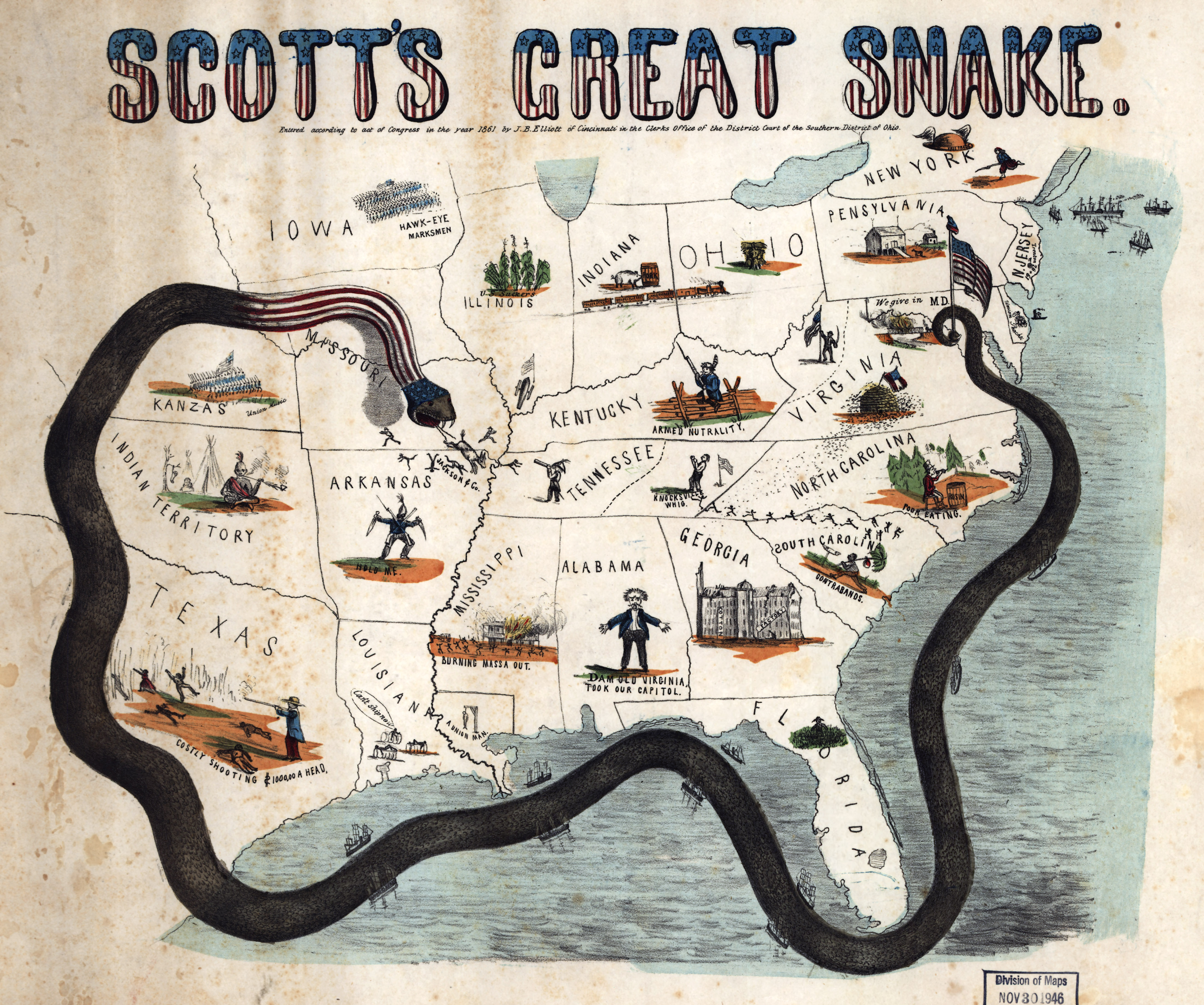
Mapa znázorňující Scottův plán Anakonda z roku 1861

V době vzrůstajícího napětí před občanskou válkou se snažil přimět prezidenta Buchanana, aby zemi připravil na možný konflikt a zabránil tak rozpadu Unie. Když válka vypukla, trpěl Scott zdravotními problémy, představil ale svou válečnou strategii, plán zvaný Anakonda. Jeho cílem bylo obsazení mississippského údolí a důkladná blokáda jižních přístavů. Klasickým vojenským operacím se chtěl pokud možno vyhnout. S tím ale nesouhlasil prezident Lincoln. Velení sil Unie bylo svěřeno generálu McClellanovi, který Scotta nerespektoval. Ten na to reagoval 31. října 1861 rezignací na své funkce a armádu opustil.
Zemřel koncem května roku 1866 ve West Pointu.